# Pseudosinella boneti
Pseudosinella boneti is een springstaartensoort uit de familie van de Entomobryidae. De wetenschappelijke naam van de soort is voor het eerst geldig gepubliceerd in 1941 door Bagnall.